# Нирнбершка хроника
Нирнбершка хроника – (Weltchronik, Liber Chronicarum) илустрована библијска парафраза и историја света Хартмана Шедела (Hartmann Schedel) издата у Нирнбергу 1493. године. Дело укључује и историју значајних градова западне Европе. То је једна од првих добро документованих штампаних књига са успешном интеграцијом илустрација и слика и извор описа средњовековних вртова.